# (3014) Huangsushu
(3014) Huangsushu es un asteroide perteneciente al cinturón de asteroides, descubierto el 11 de octubre de 1979 por el equipo del Observatorio de la Montaña Púrpura desde el Observatorio de la Montaña Púrpura, Nankín (China).

## Designación y nombre
Designado provisionalmente como 1979 TM. Fue nombrado Huangsushu en honor al astrónomo chino-estadounidense Huang Su-Shu.